# Matteo Malucelli
Matteo Malucelli (Forlì, 20 ottobre 1993) è un ciclista su strada e pistard italiano che corre per la XDS Astana Team. Ha caratteristiche di velocista, ed è professionista dal 2015.

## Palmarès
- 2015 (Team Idea, due vittorie)

3ª tappa An Post Rás (Tipperary > Bearna)
10ª tappa Volta a Portugal (Vila Franca de Xira > Lisbona)
- 2016 (Unieuro-Wilier, sei vittorie)

3ª tappa Giro del Marocco (Fez > Khenifra)
4ª tappa Giro del Marocco (Béni Mellal > Marrakech)
6ª tappa Giro del Marocco (Ouled Berraho > Agadir)
1ª tappa Giro di Slovacchia (Banská Bystrica > Banská Bystrica)
4ª tappa Tour de Poyang Lake (Leping > Leping)
8ª tappa Tour de Poyang Lake (Fairy Lake > Xinyu)
- 2017 (Androni-Sidermec-Bottecchia, tre vittorie)

1ª tappa Tour of Bihor (Oradea > Oradea)
3ª tappa Tour of Bihor (Oradea > Oradea)
2ª tappa Giro di Slovacchia (Banská Bystrica > Nitra)
- 2018 (Androni Giocattoli-Sidermec, sette vittorie)

1ª tappa Vuelta al Táchira (Bramón > Santa Bárbara de Barinas)
3ª tappa Vuelta al Táchira (San Cristóbal > Táriba)
2ª tappa Tour de Bretagne (Louisfert > Plougoumelen)
2ª tappa Vuelta a Aragón (Huesca > Saragozza)
1ª tappa Tour of Bihor (Oradea > Oradea)
1ª tappa Vuelta a Venezuela (Maracaibo > Maracaibo)
5ª tappa Tour of China I (Jintang Huaizhou > Jintang Huaizhou)
- 2021 (Androni Giocattoli-Sidermec, una vittoria)

1ª tappa Vuelta al Táchira (Lobatera > El Vigía)
- 2022 (Gazprom-RusVelo, due vittorie)

1ª tappa Tour of Antalya (Side > Antalya)
1ª tappa Giro di Sicilia (Milazzo > Bagheria)
- 2024 (JCL Team UKYO, dieci vittorie)

2ª tappa Tour of Japan (Kyōtanabe > Seika)
8ª tappa Tour of Japan (Tokyo > Tokyo)
1ª tappa Tour de Bulgarie (Sofia > Trojan)
3ª tappa Tour de Bulgarie (Kazanlăk > Burgas)
5ª tappa Tour de Bulgarie (Sliven > Gabrovo)
Classifica generale Tour de Bulgarie
1ª tappa Giro della Regione Friuli Venezia Giulia (Palazzolo dello Stella > San Giorgio di Nogaro)
2ª tappa Tour de Langkawi (Arau > Butterworth)
7ª tappa Tour de Langkawi (Miri > Bintulu)
8ª tappa Tour de Langkawi (Bintulu > Bintulu)
- 2025 (XDS Astana Team, due vittorie)

1ª tappa Tour of Hainan (Qionghai > Qionghai)
8ª tappa Giro di Turchia (Çeşme > Smirne)

### Altri successi
- 2016 (Unieuro-Wilier)

Classifica a punti Giro del Marocco
- 2017 (Androni-Sidermec-Bottecchia)

Classifica a punti Tour of Bihor
- 2019 (Caja Rural-Seguros RGA)

Classifica a punti Tour du Poitou-Charentes
- 2024 (JCL Team UKYO)

Classifica a punti Tour de Taiwan
Classifica a punti Tour de Langkawi